# Coelotes arganoi
Coelotes arganoi là một loài nhện trong họ Amaurobiidae.
Loài này thuộc chi Coelotes. Coelotes arganoi được Paolo Marcello Brignoli miêu tả năm 1978.